# Імператриця Коґьоку

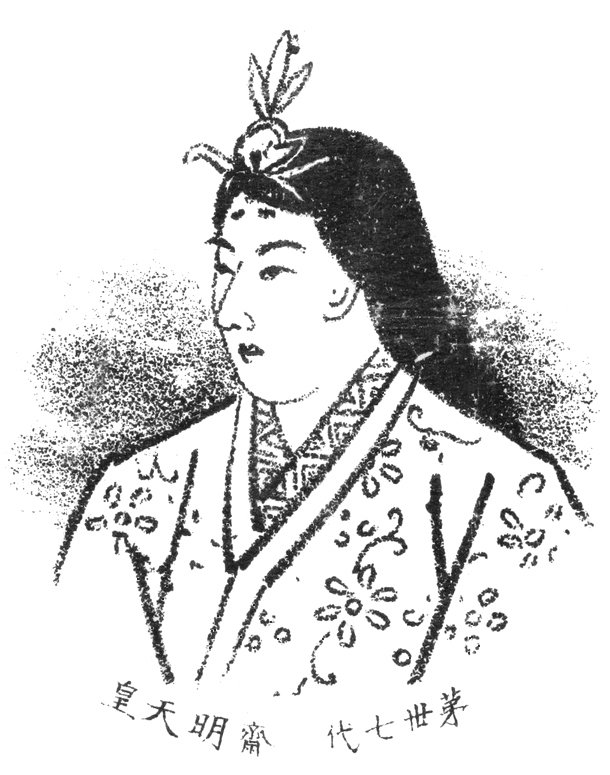
Імператриця Коґьоку

Імператриця Ко́ґьоку (яп. 皇極天皇, こうぎょくてんのう, коґьоку тенно; 594 — 24 серпня 661) — 35-й імператриця Японії, синтоїстське божество, 2-а жінка на Імператорському престолі Японії. Роки правління: 19 лютого 642 — 12 липня 645. Донька принца Тіну та принцеси Кібіцу, онуки імператора Кіммея.
Була одружена з принцом Такамуку, онуком імператора Йомея, а потім вийшла за імператора Дзьомея, якому народила трьох дітей. 641 року, після смерті чоловіка, принцеса Такара за підтримки родича Соґа но Емісі посіла трон під ім'ям імператриці Коґьоку. Принцом-спадкоємцем проголосили її сина, принца Нана-но Ое (згодом імператор Тендзі).
22 липня або 22 серпня 642 року під час прийому посланців з Пекче наказала провести поєдинок сумо. Це перший опис змагання сумо в «Кодзікі» та «Ніхон Сьокі». 
Фактична влада в державі належала Соґа но Емісі, політика якого викликала все більше невдаволення знаті. Усі прихильники Соґа були прихильниками буддизму, а противники на чолі із принцем Нана но Ое — синтоїзму. За «Кодзікі» Емісі прочитав сутру Магаяни, але викликав легкий дощик, а Нана но ое помолився амацукамі (камі води) біля річки Мінамібучі, викликавши зливу. Ймовірно цей випадок переваги синтоїзму над буддизмом є пізньою ставкою для підтвердження переваг принца.
643 року імператриця перебралася до палацу Ітабкі в Асуці, що став ї резиденцією. Того ж року було вбито принца Ямасіро, якого розглядали як небезпечного претендента на трон.
10 липня 645 року, під час бенткету в Імператорському палаці для послів з Пекче, принц Нана но Ое разом із помічником Саекі но Комаро зарізали Соґа но Іруку. Дізнавшись про смерть сина батько Емісі вчинив самогубство. За цим зреклася влади й Коґьоку, передавши трон братові принцу Кару, що став відомим як імператор Котоку. Вважається, що це перше зречення імператора в історії Японії. Отримала титул сумеміоя но мікото (імператорської бабусі). 
654 року, після смерті імператора Котоку, знову зійшла на трон під іменем Імператриці Саймей (яп. 斉明天皇, さいめいてんのう, саймей тенно), 37-ї Імператриці Японії. Роки правління: 14 лютого 655 — 24 серпня 661. Реформи Тайка за цей період було зупинено. Разом з тим фактично розділила владу з сином Нана но Ое.
655 року відправила військо на чолі із Абе-но Хірафу, що до 660 року воював проти племен емісі та місіхасе на півночі Хонсю, яким було завдано поразки та обкладено даниною. 657 року придушено заколот принца Аріми, сина попереднього імператора Котоку, якого було страчено наступного року.
У 661 року запланував військову кампанію на Корейський півострів з метою відновлення держави Пекче, яку було знищено перед тим у 660 році. У травні вона прибула до палацу Асакура в північній частині провінції Цукусі на Кюсю (сьогодні є частиною префектури Фукуока). Союзна армія Японії та Пекче готувалася до війни проти Сілли, але смерть імператриці зірвала ці плани. Її поховано в Кенґосідзука в селі Асука. Владу перебрав її Нана но Ое.
У двох своїх шлюбах народила 4 дитини (3 синів і 1 доньку).
| Прапор Японії | Це незавершена стаття про Японію. Ви можете допомогти проєкту, виправивши або дописавши її. |